# مارجوری کوهن
مارجوری کوهن (متولد ۱ نوامبر ۱۹۴۸) استاد حقوق در دانشکده حقوق توماس جفرسون، سن‌دیگو، کالیفرنیا و رئیس سابق انجمن وکلای ملی آمریکا است.

## فعالیت‌ها
در سال ۱۹۷۸ کوهن در انجمن بین‌المللی وکلای دموکرات مشغول به کار شد. وی همچنین در اوایل کار خود همراه با هیئت‌هایی به کوبا، چین، روسیه و یوگسلاوی رفت.
کوهن به‌شدت با آنچه «احضار مهندسی‌شده» اسلوبودان میلوسویچ، رهبر صربستان، به جرم جنایت علیه بشریت در یوگسلاوی، خوانده شد، توسط ایالات‌متحده به دادگاه جنایی بین‌المللی برای یوگسلاوی سابق مخالفت کرد. وی غرب را به هدف قرار دادن غیرنظامیان صرب متهم کرد و اظهار داشت که احضار به دادگاه یک جرم علیه مردم یوگسلاوی است.

## حضور در کنگره
کوهن در انتقاد از دولت سابق بوش به وب‌سایت‌هایی مانند «ام. دبلیو. سی نیوز» MWC News، «الرت نت» AlterNet, CounterPunch, CommonDreams, After Downing Street, ZNet و Truthdig کمک کرده‌است. وی همچنین اظهار داشت که مفسر بی.بی.سی. BBC، سی.ان. انو CNN, MSNBC، فاکس نیوز، ان.ار. پیNPR و رادیو Pacifica «پاسیفیکا» بوده‌است.
در اواسط سال ۲۰۰۸، کوهن با حضور در کمیته قضایی مجلس نمایندگان ایالات‌متحده، در مورد کمیته فرعی کمیته قضایی مجلس نمایندگان در قانون اساسی، حقوق مدنی و آزادی‌های مدنی در مورد تکنیک‌های پیشرفته بازجویی (به‌عنوان‌مثال شکنجه) و وضعیت حقوقی آن‌ها شهادت داد.

## جوایز
کوهن تاکنون موفق به دریافت جوایز زیر شده‌است:
- 2005: Service to Legal Education Award by the San Diego County Bar Association.
- 2007: Bernard E. Witkin, Esq. Award for Excellence in the Teaching of Law by the San Diego Law Library Justice Foundation.